# بثی‌سکف

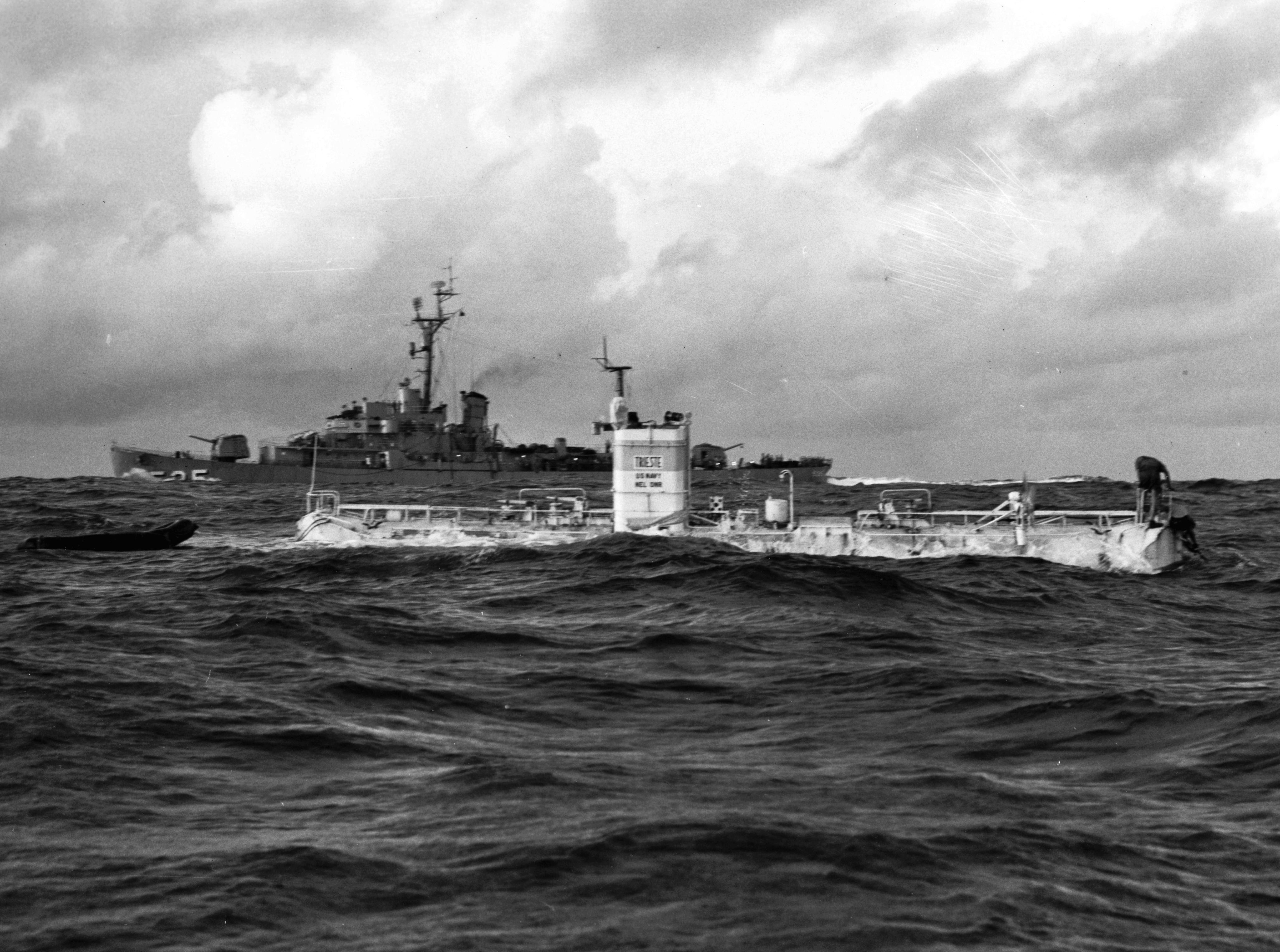
بثی‌کف تریسته، قبل از غوص آن به درازگودال ماریانا

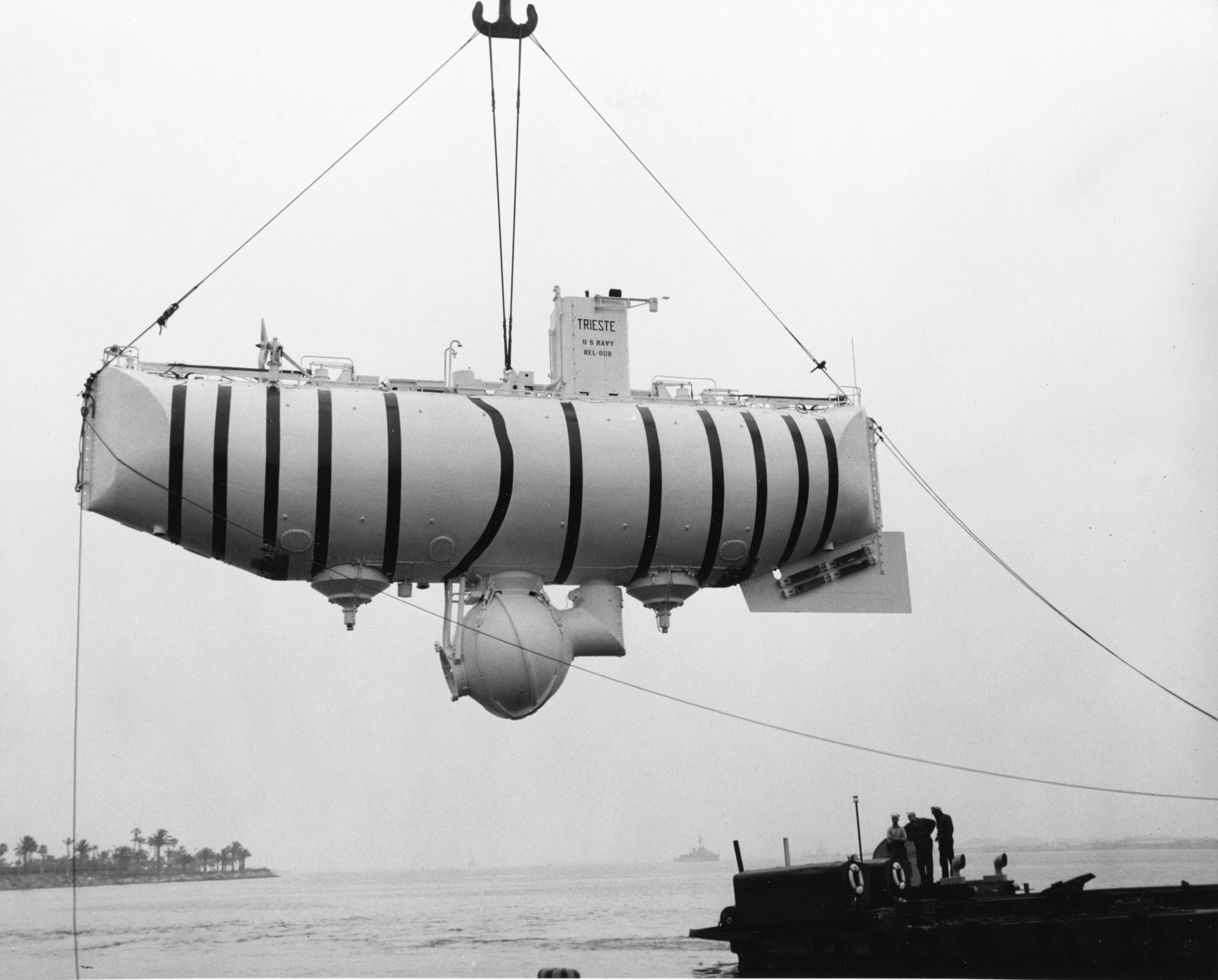
بثی‌کف تریسته در سال ۱۹۵۸

بثی‌سکف وسیله زیردریاپیما خود کششی برای غوص-آزاد در اعماق دریا است که متشکل از کابین خدمه شبیه به یک بثی‌اسفیر است که به جای آویزان شدن از کابل می‌تواند به تنهایی شناور بماند برخلاف طراحی کلاسیک بث‌اسفیر.
بثی‌سکف از بنزین پر می‌شود زیرا به آسانی شناور شده و غیرقابل تراکم است. غیرقابل تراکم بودن بنزین به این معنی است که مخزن به به استحکام چندانی نیاز ندارد زیرا که فشار داخل و خارج مخزن به تعادل می‌رسد و اصلاً نیازی به مقاومت در برابر اختلاف فشار داخل و خارج از مخزن وجود ندارد. در نقطه مقابل کابین خدمه می‌بایستی توان مقاومت در برابر فشار زیاد داشته باشد و از این رو بسیار سنگین و با استحکام ساخته می‌شود. شناوری در سطح را می‌توان به‌راحتی با جایگزینی بنزین با آب کاهش داد چون که چگال‌تر است.
اگوست پیکار مخترع اولین بثی‌سکف است.

چیدمان داخلی تریسته.